# Takk...
Takk... (isl. dziękuję) – czwarty studyjny album islandzkiej grupy Sigur Rós.
Pierwsze single, "Glósóli" i "Sæglópur", zostały wydane odpowiednio 15 i 16 sierpnia, pierwszy na całym świecie a drugi tylko w USA. Album ukazał się 12 września 2005 roku. Kolejny singel, "Hoppípolla", został wydany w Wielkiej Brytanii 28 listopada 2005 r. Po szerokim użyciu utworu, głównie przez BBC (m.in. w Planet Earth oraz relacjach z mistrzostw świata i Pucharu Anglii), singel został ponownie wydany 1 maja 2006 r. Światowe wydanie "Sæglópur" zostało opóźnione przez niespodziewany sukces "Hoppípolla", więc singel wyszedł dopiero 10 lipca tego samego roku.
Utwory "Glósóli", "Hoppípolla" i "Sæglópur" doczekały się również teledysków.
W przeciwieństwe do poprzedniej płyty ( ), większość utworów jest śpiewana w języku islandzkim, aczkolwiek w utworach "Sé lest", "Milanó", "Gong" i "Andvari" występuje Vonlenska, "język nadziei" wymyślony przez zespół. Ponadto w "Mílanó" zespołowi przygrywa kwartet smyczkowy amiina. Sigur Rós umieścił single "Glósóli" i "Sæglópur" do testowego odsłuchu jako media strumieniowe oraz pobrania w serwisie MySpace .
7 kwietnia 2006 Takk... został ogłoszony złotą płytą w Wielkiej Brytanii (100.000 sprzedanych egzemplarzy). Na całym świecie sprzedano ponad 800.000 egzemplarzy.
Grupa otrzymała trzy Islandzkie Nagrody Muzyczne w 2006 r.: najlepszy wygląd albumu, najlepszy alternatywny produkt i najlepszy album rockowy za Takk....

## Lista utworów
1. "Takk..." (1:57) ("Dziękuję...")
2. "Glósóli" (6:16) ("Lśniące słońce")
3. "Hoppípolla" (4:28) ("Skaczemy po kałużach")
4. "Með blóðnasir" (2:17) ("Krew leci mi z nosa")
5. "Sé lest" (8:40) ("Widzę pociąg")
6. "Sæglópur" (7:38) ("Zagubiony na morzu")
7. "Mílanó" (10:25) ("Mediolan")
8. "Gong" (5:33) ("Gong")
9. "Andvari" (6:40) ("Zefir")
10. "Svo hljótt" (7:24) ("Tak cicho")
11. "Heysátan" (4:09) ("Stóg siana")